# Stegopodus
Stegopodus czerkasi
Stegopodus est un ichnogenre de traces de pas de dinosaures stégosauriens découvert dans l'Utah (États-Unis) dans la formation géologique de Morrison datée du Jurassique supérieur.

## Historique
Cet ichnogenre a été créé par M. G. Lockley et A. P. Hunt en 1998 pour décrire des pistes d'empreintes de stégosauriens ayant la particularité de montrer à la fois les empreintes des pattes postérieures tridactyles et celles des pattes antérieures à cinq doigts.
M. G. Lockley et A. P. Hunt ont donné le nom de Stegopodus czerkasi à ces traces paléoichnologiques.
Stegopodus, créé en 1998, pourrait être un synonyme junior de l'ichnogenre Deltapodus érigé précédemment, en 1995, qui décrit également des empreintes de pas de stégosauriens.

## Description
Les pattes avant ont créé des empreintes plus larges (26 centimètres) que longues (21,5 centimètres), tandis que celles pattes arrière, bien plus grandes, sont au contraire sont plus longues (44 centimètres) que larges (38 centimètres).